# Tantinho da Mangueira
Devani Ferreira, popularmente conhecido como Tantinho da Mangueira (Rio de Janeiro, 21 de agosto de 1946 – Rio de Janeiro, 12 de abril de 2020), foi um sambista, cantor e compositor brasileiro. Baluarte da Estação Primeira de Mangueira.
Nascido e criado na Morro de Mangueira, na favela de Santo Antônio. frequentador assíduo das rodas de partido-alto, conviveu desde pequeno com personagens como Cartola, Nelson Cavaquinho, Dona Neuma, Nelson Sargento, Padeirinho da Mangueira e Carlos Cachaça. Aos 13 anos, entrou para ala dos compositores da escola de samba, após passar em um teste feito por Cartola. Foi autor do samba-enredo da Mangueira para o carnaval de 1977, ao lado de Jajá. Foi integrante da Velha-Guarda da Mangueira.
Trabalhou como office-boy, laboratorista e em agência de publicidade. Aposentou-se como funcionário da Funarte em 1996. 
Em 2010 foi o vencedor do Prêmio da Música Brasileira nas categorias "Samba" com o disco "Tantinho canta Padeirinho da Mangueira" e "Cantor", com o mesmo CD.
Faleceu em 2020, vítima de uma parada cardíaca, em virtude de complicações de diabetes.

## Discografia
- 1999 - Velha-Guarda da Mangueira e convidados • Nikita Music • CD
- 2000 - Mangueira, sambas de terreiro e outros sambas • Arquivo-Geral da Cidade do Rio de Janeiro • CD
- 2004 - Partido ao cubo • Gravadora Fina Flor • CD
- 2005 - Xangô da Mangueira - recordações de um velho batuqueiro • CD
- 2006 - Um ser de luz - saudação à Clara Nunes • Deck Disc • CD
- 2006 - Tantinho, memória em verde e rosa • Selo Natura Musical • CD
- 2009 - Tantinho canta Padeirinho da Mangueira - Independente CD
- 2011 - O samba carioca de Wilson Baptista (participação) • Biscoito Fino • CD